# Al-Muʿtasim

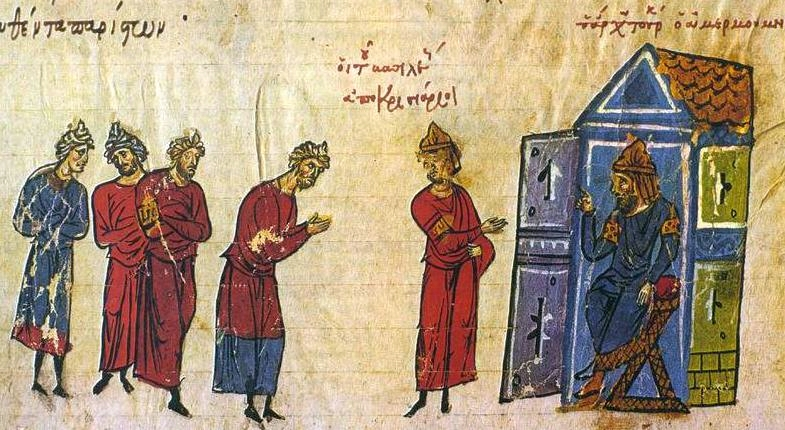
Der byzantinische Apokrisiar bzw. Botschafter besucht 838 al-Muʿtasim (rechts sitzend – Madrider Skylitzes)

Abū Ishāq Muhammad ibn Hārūn ar-Rašīd (arabisch أبو إسحاق محمد بن هارون الرشيد, DMG Abū Isḥāq Muḥammad b. Hārūn ar-Rašīd; * 794; † 5. Januar 842) mit dem Thronnamen al-Muʿtasim bi-Llāh (المعتصم بالله / al-Muʿtaṣim bi-Llāh / ‚der bei Gott seine Zuflucht Nehmende‘) war von 833 an bis zu seinem Tod der achte Kalif aus der Dynastie der Abbasiden.

## Geschichte
Al-Muʿtasim war der dritte Sohn von Hārūn ar-Raschīd und der sogdischen Sklavenkonkubine Marida. Schon als von al-Ma'mūn designierter Thronfolger nahm er an der Niederschlagung von Aufständen in Ägypten sowie am Feldzug gegen Byzanz (830–832) teil. Nach dem Tod al-Ma'mūns übernahm al-Muʿtasim 833 die Herrschaft.
Die Regierung al-Muʿtasims ist vor allem dadurch gekennzeichnet, dass er sich um die Einschränkung des iranischen Einflusses in Heer und Verwaltung bemühte. Vor allem im Heer war er durch die verstärkte Einstellung türkischer Militärsklaven (Mamluken) erfolgreich.
Er war eher soldatisch ausgerichtet. Unter ihm ging die Mihna weiter, da er meinte, dass sein Bruder al-Ma'mūn, den er sehr respektierte, richtig entschieden habe. So ließ er Ahmad ibn Hanbal so schwer auspeitschen, dass dieser kurz vor dem Sterben war. Da wurde ihm geraten, die Bestrafung abzubrechen, da ansonsten wegen Ahmad ein bewaffneter Volksaufstand zu befürchten sei. Andererseits aber zeigte er sich auch sehr edel, als er mit der Armee zur Befreiung einer muslimischen Frau eilte, die von den Byzantinern entführt worden war und den Kalifen mit den in der islamischen Geschichte bekannt gewordenen Worten „O Muʿtasim (arab. yā Muʿtaṣima)“ um Hilfe rief. Ahmad ibn Hanbal rechnete ihm die im Zug dieser Befreiungsaktion erfolgte Eroberung der Ortschaft Umairiyya für den Islam sehr hoch an.
Al-Muʿtasim gründete 836 mit Samarra eine neue Residenz mit dem um 1912/1913 erstmals von deutschen Archäologen untersuchten Kalifenpalast Jawsaq al-Khaqani, um Spannungen zwischen der Bagdader Bevölkerung und den türkischen Truppen zu verhindern. Allerdings sollten seine Nachfolger durch die Verlegung der Residenz zunehmend in Abhängigkeit von den türkischen Truppen geraten. Die Ausschaltung der Iraner wurde noch verstärkt, als 837 eine iranische Verschwörung unter al-Abbas, einem Sohn von al-Ma'mūn, niedergeschlagen werden musste. Die Stadt Samarr sollte noch nach seinem Tod eine wichtige Rolle spielen.
Im Übrigen bewährten sich die mamlukischen Truppen zunächst bei der Befriedung des Reiches. So konnten der Aufstand des Babak Chorramdin in Aserbaidschan (837) sowie andere Revolten in Tabaristan (840) und im Südirak (834–835) niedergeschlagen werden. Al-Muʿtasim gilt als letzter Kalif, der seine absolute Macht auch persönlich ausübte. Nach seinem Tod bestiegen seine Söhne al-Wāthiq (842–847) und al-Mutawakkil (847–861) den Thron.

## Familie, Nachkommen und Konkubinen
Zu seinen Ehefrauen und Konkubinen gehörte unter anderem die Sängersklavin Qurrat al-ʿAin, die eine seiner favorisierten Konkubinen war.